# Kapel Saint-Léonard

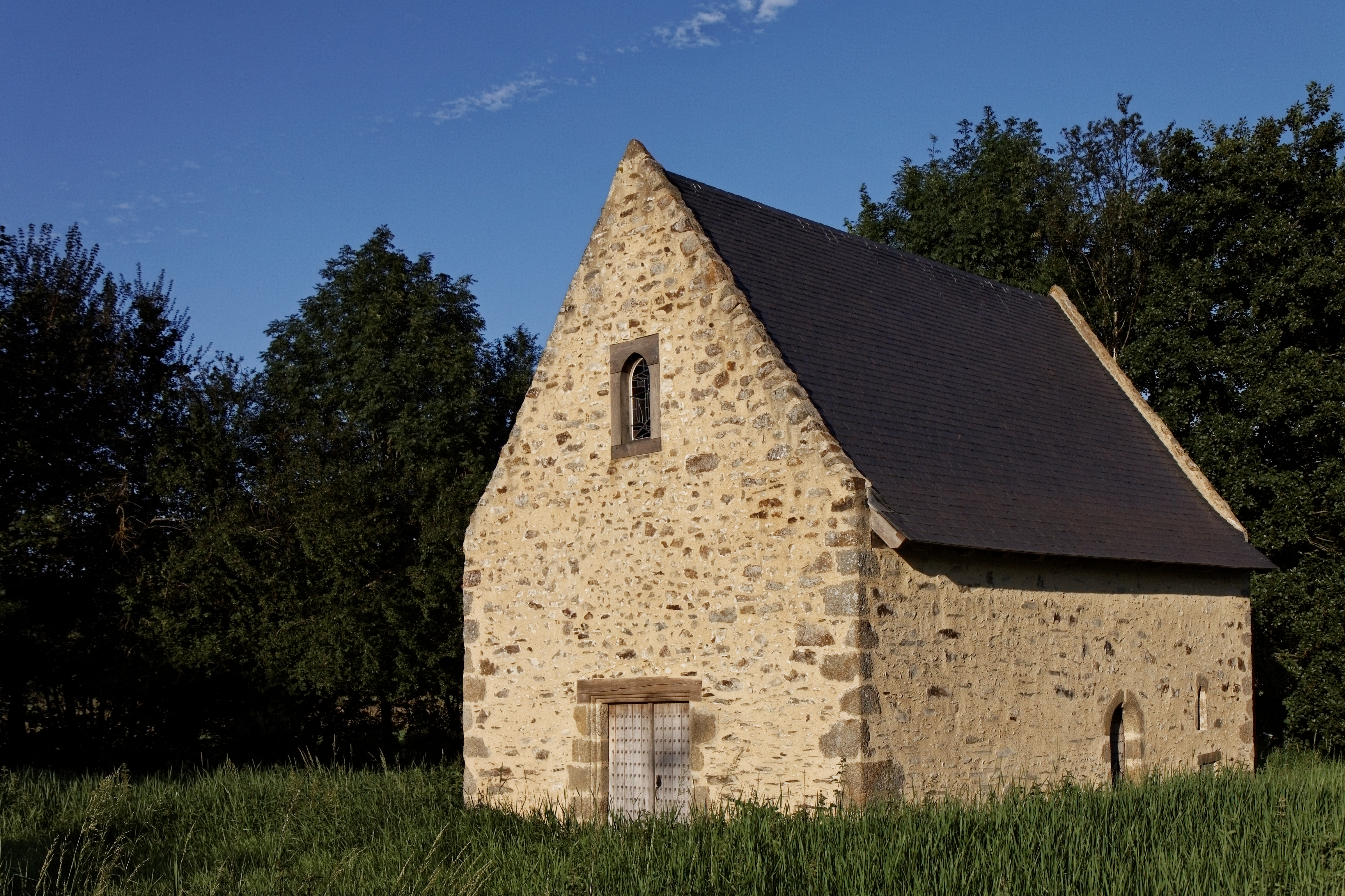
De kapel

De Kapel Saint-Léonard (Frans: Chapelle Saint-Léonard) is een kapel in de Franse stad Mayenne. De kapel is bekend door haar 14e-eeuwse muurschilderingen.

## Geschiedenis
De kapel werd gebouwd op de rechteroever van de Mayenne naast een riddergoed in de tweede helft van de 14e eeuw. In de 18e eeuw werd een nieuwe herenboerderij gebouwd naast de kapel. In de 17e eeuw was de kapel als dusdanig nog in gebruik maar in de loop van de 18e eeuw verloor ze haar sacrale functie. Ze werd eerst gebruikt als woonhuis en vervolgens als kippenstal.
In 1959 werd de kapel beschermd als historisch monument vanwege de muurschilderingen. Tussen 2008 en 2012 werden de kapel en de schilderingen gerestaureerd en werd er opnieuw een altaar geplaatst in de kapel.

## Muurschilderingen
De 14e-eeuwse muurschilderingen werden later overschilderd. Alleen de originele ondertekening is bewaard gebleven. Deze getuigen van een vaardige kunstenaar.
Op de westelijke muur is het Laatste Oordeel afgebeeld met twee niet-geïdentificeerde personen: een ridder en een bisschop. Op de oostelijke muur is Sint-Gillis te zien, op de noordelijke muur en niet-geïdentificeerde abt en drie martelaren en op de zuidelijke muur verschillende heiligen en een exempel met twee roddelende vrouwen met daarachter twee duivels.

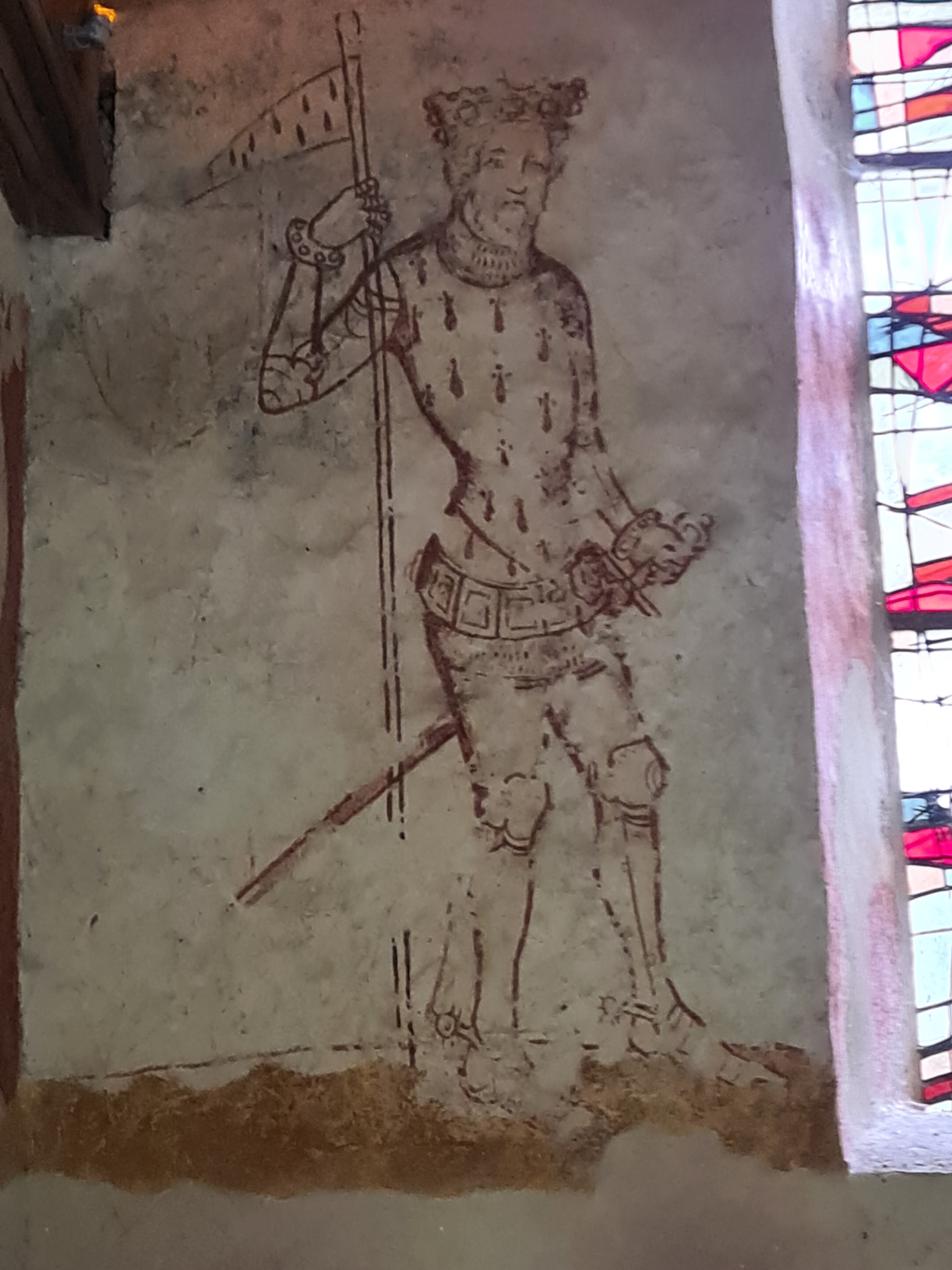
Ridder op de westelijke muur, mogelijk Karel van Blois
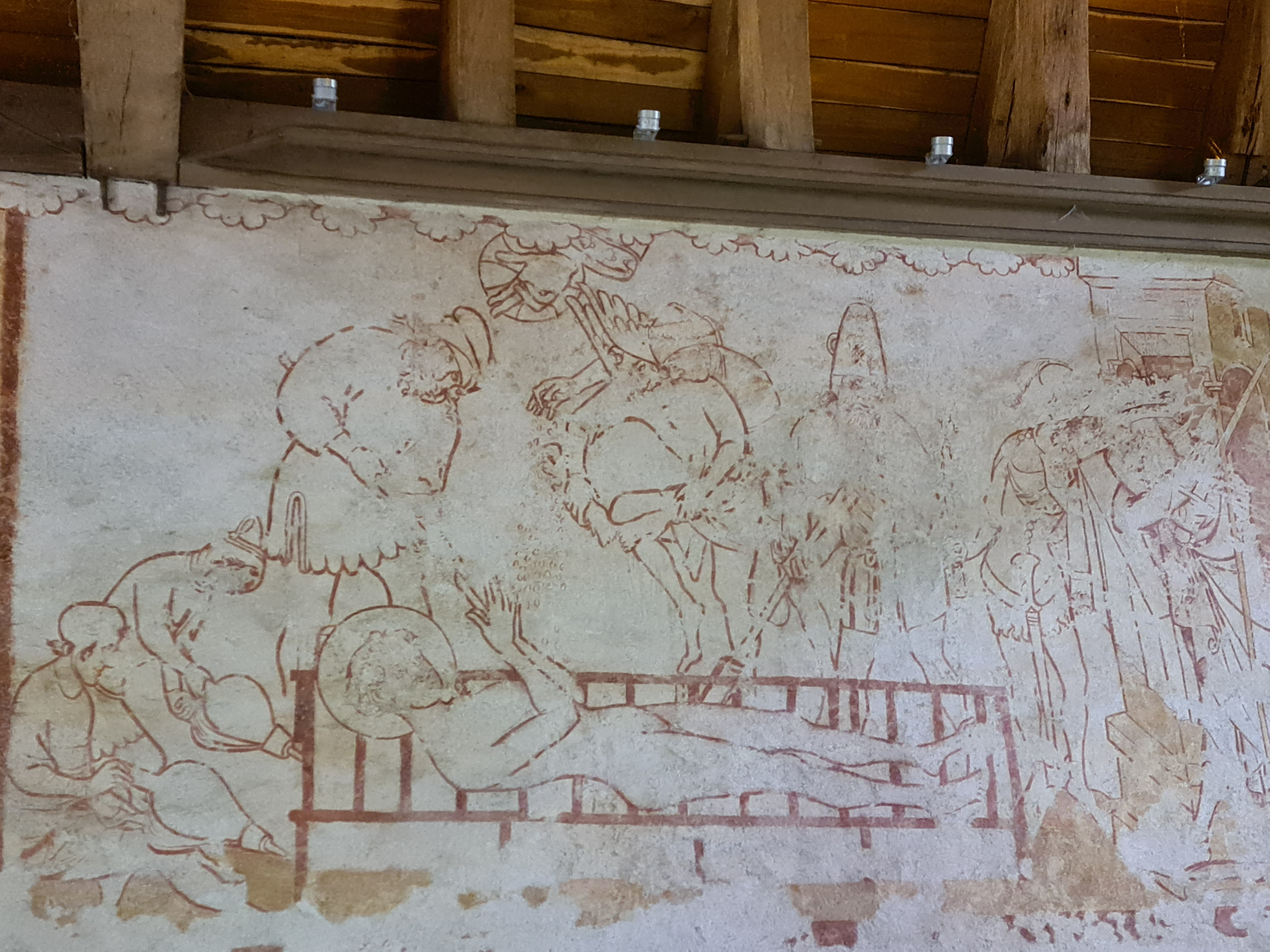
Martelaarschap van de heilige Laurentius van Rome
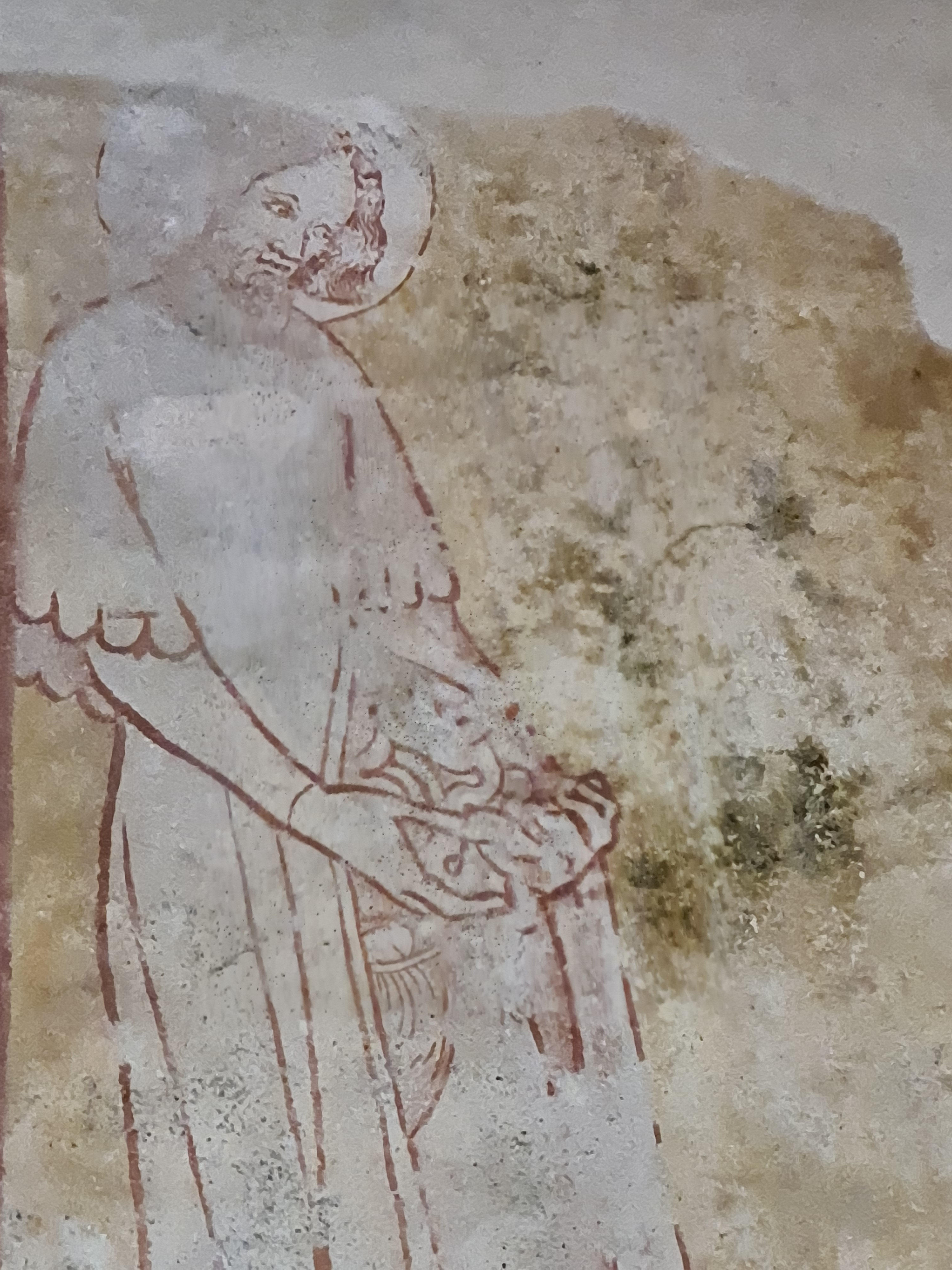
De heilige Mammes
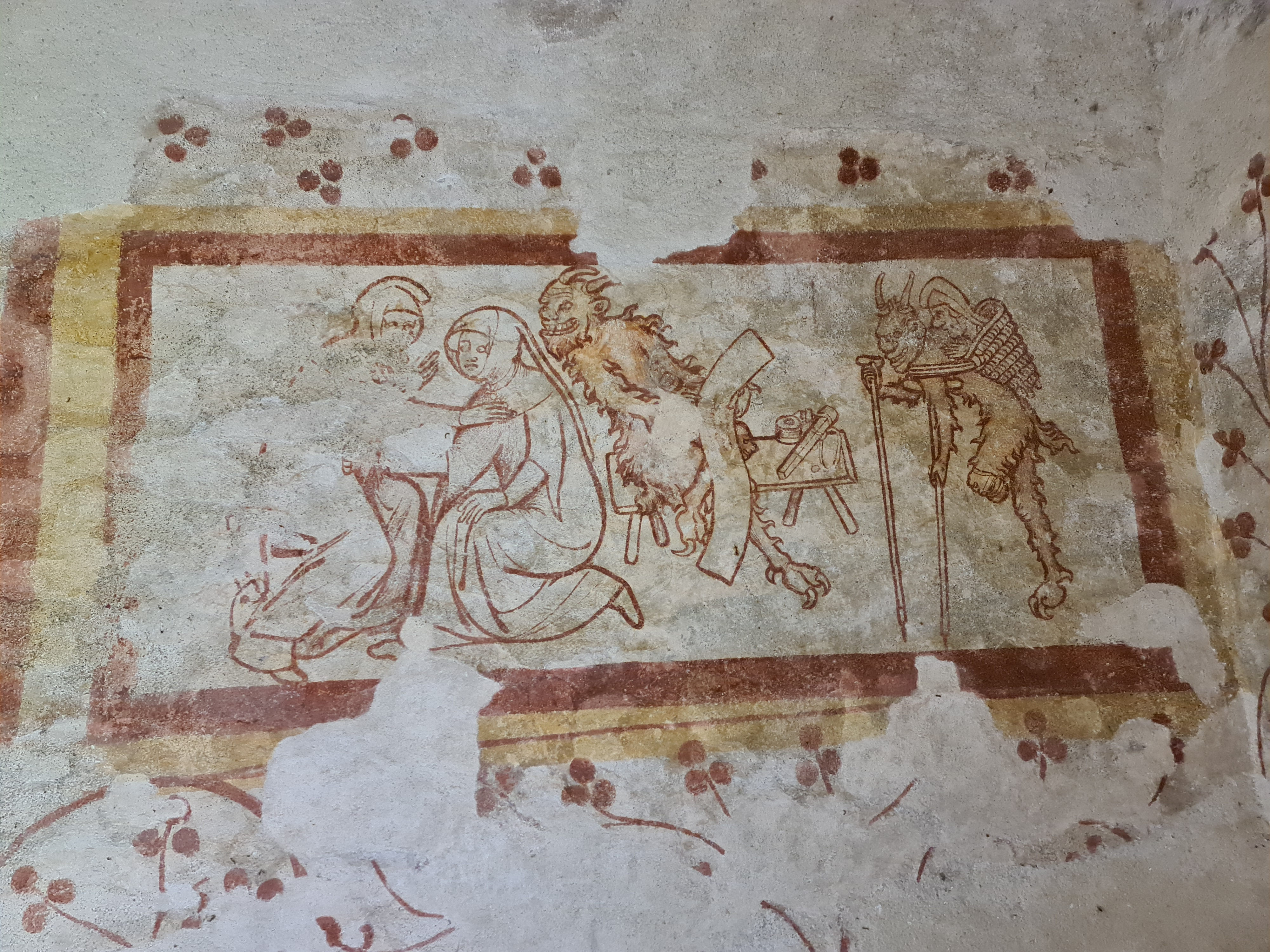
Exempel met roddelende vrouwen
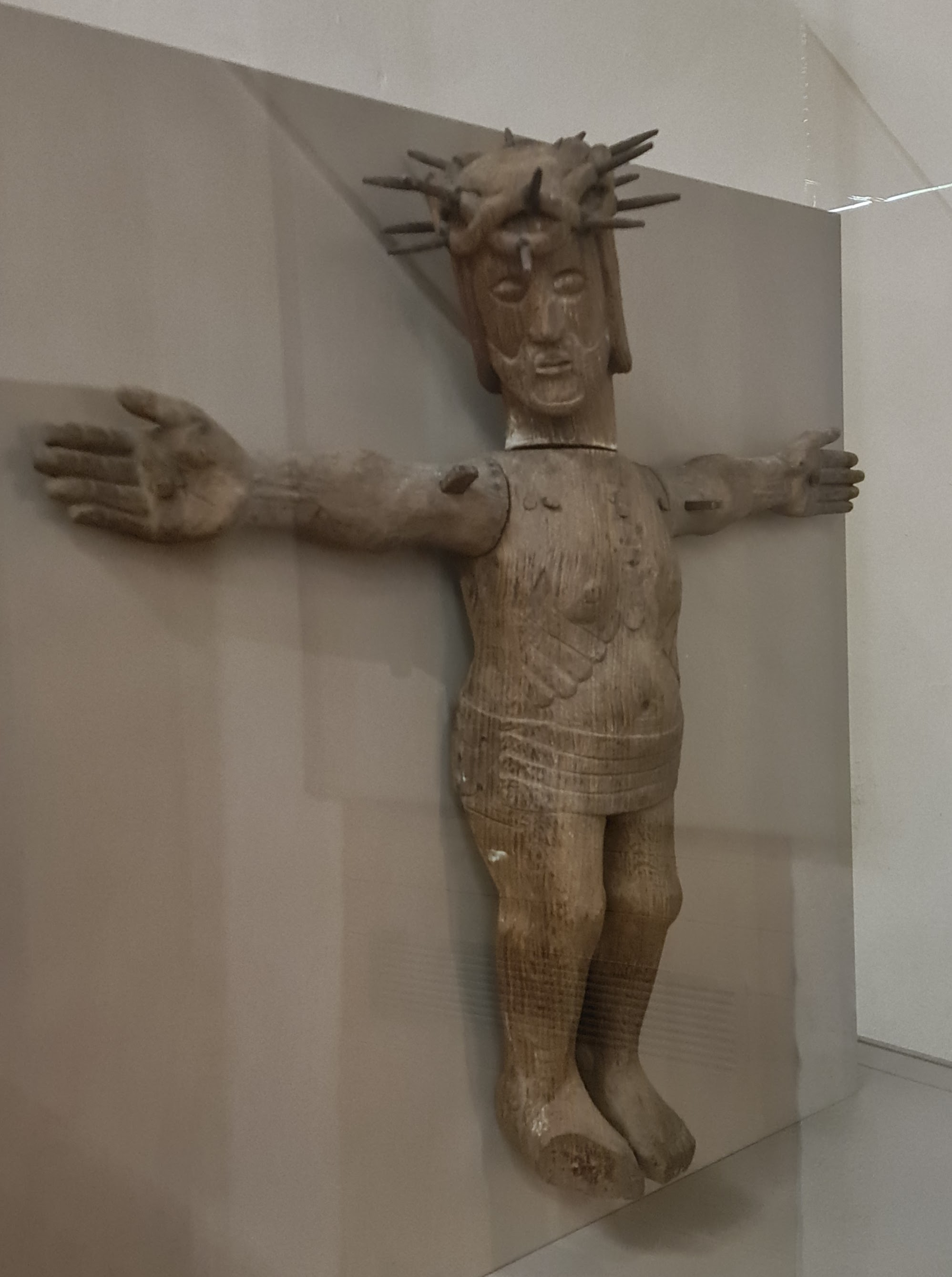
Christusbeeld uit de kapel, Museum van het Kasteel van Mayenne